# Toppo Manufacturing Company
Toppo Manufacturing Company war ein US-amerikanischer Hersteller von Automobilen.

## Unternehmensgeschichte
Das Unternehmen wurde am 13. Juli 1971 in Chatsworth in Kalifornien gegründet. 1983 begann mit der Übernahme eines Fahrzeugmodells von Seltzer Motor Industries die Produktion von Automobilen und Kit Cars. Der Markenname lautete Toppo. 1985 endete die Fahrzeugproduktion.

## Fahrzeuge
Das einzige Modell Willow war ein zweisitziger Sportwagen als Coupé mit einem Targadach. In einen Rohrrahmen wurde ein Vierzylindermotor vom Ford Escort mit 1600 cm³ Hubraum montiert. Er war quer zur Fahrtrichtung hinter den Sitzen in Mittelmotorbauweise platziert und trieb die Hinterräder an.